# Golf de Mannevillette
Le golf de Mannevillette est un parcours de golf situé à Mannevillette (Seine-Maritime).